# Cité internationale de la dentelle et de la mode de Calais

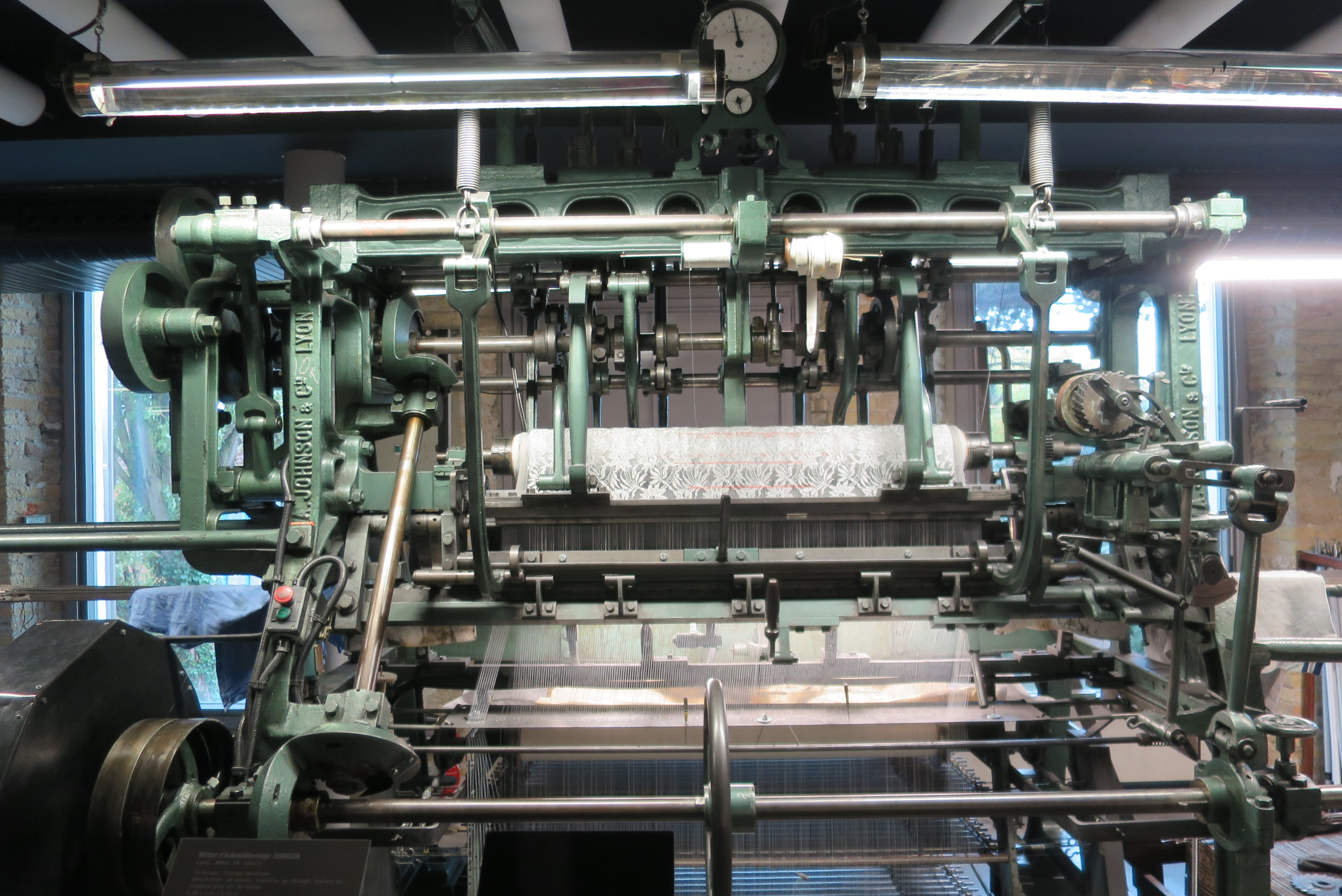
Kantmachine

De Cité internationale de la dentelle et de la mode de Calais is een textielmuseum in de Franse stad Calais.

## Geschiedenis
Het museum is gevestigd in een voormalige kantfabriek, de fabriek van Bulart, die van 1870 tot 2000 in bedrijf was. De stad Calais heeft een belangrijke rol in de fabricage van kant gespeeld, met name kant dat op mechanische wijze werd vervaardigd. De fabriek werd in 1988 al door de gemeente aangekocht en in 2009 werd het museum geopend.

## Collectie
De rondgang door het museum begint bij de uitleg van het met de hand vervaardigde kant, zoals door middel van kantklossen, wat al sinds de 16e eeuw werd beoefend. Vervolgens wordt de geschiedenis van de mechanische kantproductie belicht. Hier worden ook de machines getoond die daartoe gebruikt werden.
Dan is er nog uitleg over het proces van ontwerp via fabricage tot en met de vermarkting van het product. Uiteindelijk worden voorbeelden getoond van het gebruik van kant in de 20e-eeuwse en hedendaagse mode.
Ten slotte worden er ook tijdelijke tentoonstellingen gehouden.